# واين لونغ
واين لونغ هو سياسي كندي، ولد في 1963. حزبياً، نشط في الحزب الليبرالي الكندي. وقد انتخب عضو مجلس العموم الكندي عن دائرة Saint John—Kennebecasis ‏ وقد انضم خلال فترته النيابية ‏ للكتلة البرلمانية الحزب الليبرالي الكندي.